# Эквадорский чёрный кассик
Эквадорский чёрный кассик (лат. Cacicus sclateri) — вид птиц рода чёрные кассики семейства трупиаловых. Видовое название присвоено в честь Филипа Склейтера (англ. Philip Lutley Sclater 1829 — 1913).

## Подвиды
Подвидов не выделяют.

## Описание
Самец эквадорского касика вырастает до 23 см, самка немного меньше. Оперение у обоих полов полностью чёрное, клюв беловатый, длинный и заостренный, радужная оболочка голубая у взрослых и коричневая у молодых птиц данного вида.

## Похожие виды
- Этот вид птиц, можно отличить от траурного чёрного кассика (Cacicus solitarius), тем, что последний крупнее, имеет более темную радужную оболочку и проводит больше времени в подлеске и у земли и меньше времени на деревьях[4].
- Данный вид птиц похож на красноспинного чёрного кассика (Cacicus haemorrhous), но у последнего ярко-красное пятно на надхвостье[4].

## Питание
Рацион эквадорских чёрных кассиков состоит, в основном, из насекомых, таких как муравьи, жуки, а также из гусениц, фруктов и, возможно, нектара.

## Среда обитания
Эквадорские чёрные кассики встречаются до высоты 550 м над уровнем моря.

## Продолжительность поколения
Продолжительность поколения представителей данного вида составляет 4,6 года.